# Cerkiew Wniebowstąpienia Pańskiego we Lwowie (Zniesienie)
Cerkiew Wniebowstąpienia Pańskiego – cerkiew greckokatolicka przy ulicy Starozniesiennej 23 we Lwowie w dzielnicy Stare Zniesienie, w rejonie łyczakowskim.

## Dawna cerkiew drewniana
Wcześniejsza cerkiew stojąca w tym miejscu była drewniana i pochodziła z 1602, z zachowanych dokumentów wynika, że ulegała przebudowie w 1687 i 1758. Pierwszym naukowcem, który zwrócił uwagę na wartość zabytkową świątyni był austriacki architekt Adolf Ritter von Wolfskron. Opublikował on opis i rysunki cerkwi w wydanej w Wiedniu publikacji o drewnianych świątyniach Moraw, Węgier, Galicji i Śląska. W tym samym roku opis cech zabytkowych tej cerkwi autorstwa Felicjana Łobeskiego ukazał się na łamach „Rozmaitości”, które były dodatkiem do Gazety Lwowskiej. W późniejszym czasie o cerkwi pisali Teodor Biłous, Józef Łepkowski, Kazimierz Mokłowski, Bogdan Janusz i Mychajło Dragan. Niestety stan techniczny był na tyle zły, że rozpoczęto planowanie nowej świątyni.

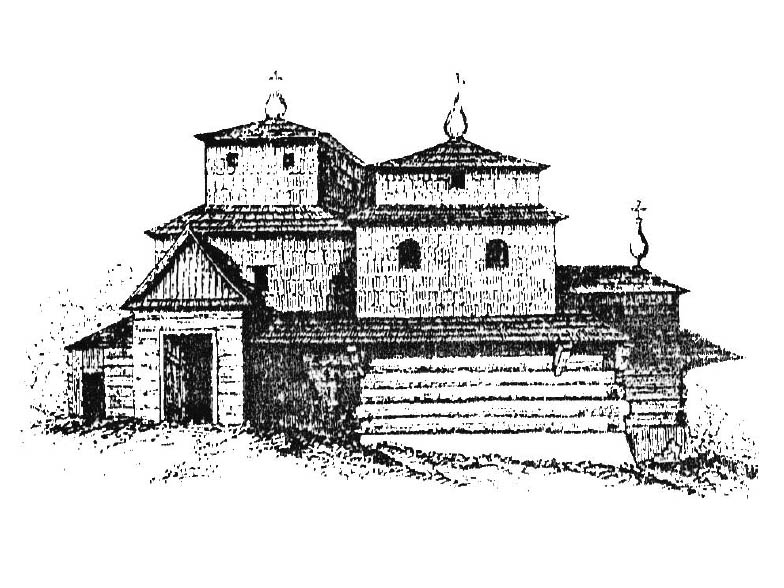
Stara cerkiew, rysunek Adolfa Ritter von Wolfskrona

Zachowana ikonografia dość szczegółowo obrazuje wygląd dawnego budynku. Był trójdzielny, dwu wieżowy zorientowany na osi północ-południe. Środek zajmowała prostokątna nawa obudowana takimi samymi babińcami z przedsionkiem i nieco węższym prezbiterium. Nawa i babińce były zwieńczone czetwernikami podtrzymującymi archaicznie niski dach namiotowy, wieża nad babińcem pełniła funkcję dzwonnicy. Dach nad ołtarzem był dwuspadowy, cały budynek był otoczony okapem. W skład zabudowy wchodził budynek czterokomnatowego monastyru z kuchnią i pokojem dla służby. Obok stała stodoła, komora, wozownia i stajnia. Wszystkie te budynki były kryte gontem lub słomianymi strzechami, ich stan techniczny był określany jako zły. Wnętrze świątyni zdobiły sceny ze Starego i Nowego Testamentu, za ikonostasem znajdowała się ikona „Ukrzyżowania z ktitorami” (fundatorami cerkwi w tle) z 1701. Na ołtarzu znajdowały się również ikony o charakterze zabytkowym, najcenniejszą z nich była pochodząca z 1652 ikona „Wniebowstąpienia”. Zawieszony ze świątyni dzwon został odlany w 1557 i pochodził z innej cerkwi. Na ołtarzu przechowywano rękopis Ewangelii z 1603 napisany przez kapłana Zachariasza ze Zniesienia.

## Współczesna cerkiew murowana
Pierwszy projekt nowej cerkwi powstał w 1888, jego autorem był Wasyl Nahirnyj. Z niejasnych powodów nie został on zrealizowany. Nowy projekt sporządził Władysław Halicki, jego realizacja trwała od 1897 do 1901. Starej świątyni nie zrujnowano od razu, rozbierano ją w miarę postępu budowy nowego obiektu. W 1922 dobudowano nad wejściem neogotycki łuk, a dwa lata później dzwonnicę z łukowatymi otworami na dzwony. Cerkiew stoi na wysokim wzniesieniu, ma plan krzyża z krótszymi ramionami transeptu bocznego. Przykrywa ją dach z jedną, centralnie usytuowaną kopułą pokrytą cynowym dachem z sygnaturką, wysokość od podstawy do szczytu iglicy wynosi 31 metrów. Ściany wybudowano z cegły, która została obłożona płytami z drobnoziarnistego piaskowca, który jest wydobywany w kamieniołomie w Demni. We wnętrzu centralne miejsce zajmuje niski, jednostopniowy ikonostas z rzeźbionymi carskimi i diakońskimi wrotami. Wśród ikon dwie napisane zostały na drewnie, ich autorem jest prawdopodobnie Rafaił Homik, mnich który nauki pobierał w Swiatoiwańskiej ławrze na Zniesieniu. Trony przed ikonostasem i ołtarz boczny zdobią reliefy Andrija Kowerka, on również wyrzeźbił stół ołtarza głównego i relief „Dobry Pasterz” w nawie głównej. Południowy ołtarz zawiera obraz Jezusa Chrystusa pędzla Antina Manastyrskiego, a północny Matki Boskiej z Dzieciątkiem z XVIII wieku, pochodzący z poprzedniej świątyni. Znajduje się tam również ikona z 1701 posiadającą na odwrocie monogram ALM (prawdopodobnie Aleksander Lianicki malarz). Ściany świątyni pokrywają nowoczesne malowidła przedstawiające sceny z Nowego Testamentu.